# 坂口志文

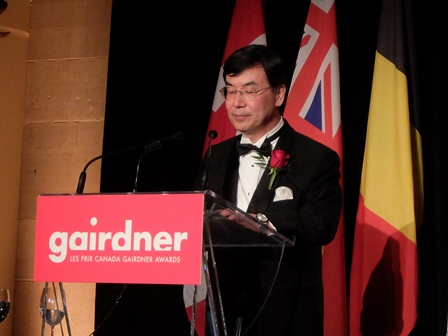
2015年10月29日、オンタリオ州トロント市にて

坂口 志文（さかぐち しもん、1951年1月19日 - ）は、日本の免疫学者、医師。大阪大学栄誉教授。過剰な免疫反応を抑える制御性T細胞の発見と免疫疾患における意義を解明したことで知られる。ベンチャー企業レグセルの創業者。滋賀県長浜市出身。

## 略歴
地元の公立小中学校から滋賀県立長浜北高等学校を経て、1976年京都大学医学部医学科卒業、医師免許取得。1977年大学院を中退し、愛知県がんセンター研究所実験病理部門研究生となる。1983年医学博士（京都大学）。論文の題は「胸腺摘出によるマウス自己免疫性卵巣炎の細胞免疫学的研究 (Study on cellular events in postthymectomy autoimmune oophoritis in mice)」。1983年ジョンズ・ホプキンス大学客員研究員、1987年スタンフォード大学客員研究員などを経て、1995年東京都老人総合研究所免疫病理部門部門長。1999年京都大学再生医科学研究所生体機能調節学分野教授。2007年同大学再生医科学研究所・所長。2010年国立大学附置研究所・センター長会議会長。同年から大阪大学に移り、免疫学フロンティア研究センター教授、。2012年米国科学アカデミー外国人会員。2013年大阪大学特別教授。2016年同名誉教授、京都大学名誉教授。2017年大阪大学栄誉教授。
2016年に、長年研究してきた制御性T細胞を治療に活用する新たなコンセプトを実現するためにベンチャー企業レグセル (RegCell) 社を設立。創業者として、大学発ベンチャーの先頭に立つ。制御性T細胞を用いたがん治療の観点から、がん撲滅サミットにも積極的に参加し情報を発信しており、ヒポクラテスプロジェクトにも協力している。

## ベンチャー企業レグセル(RegCell)との関係

### レグセル創立と戦略的発展
2016年1月、坂口志文、松田直人、および河本宏によって、制御性T細胞を利用した疾患治療を目的とするバイオテクノロジー企業レグセル（RegCell）が設立されました。設立当時、坂口志文は大阪大学栄誉教授及び京都大学名誉教授であり、レグセル社 最高技術責任者となりました。松田直人は富士フイルムでの勤務経験を持ち、再生医療イノベーションに魅力を感じiPSポータル社へ転職後、企業での化学系開発部門を経て、坂口志文の妻である坂口教子とともにレグセルの共同代表取締役となりました。河本宏は京都大学ウイルス・再生医科学研究所教授であり、レグセルでは科学アドバイザーを務めていました。レグセルの社名は「制御性T細胞(Regulatory T cell)」に由来しており、設立の経緯として、坂口がベンチャー設立の相談を持ちかけたのがiPSポータル社であり、会社の設立からレグセルの取り組みが始まりました。
2017年5月、レグセルは科学技術振興機構（JST）の出資型新事業創出支援プログラム「SUCCESS」の支援を受けることとなります。同時に、富士フイルムなどからも6億2千万円の資金調達をします。

### 組織変革と東京大学エッジキャピタルパートナーズとの結びつきの深化
2019年に共同創業者の河本宏が退社後、坂口志文と坂口教子はレグセルのリーダーシップを継続。この間、東京大学エッジキャピタルパートナーズと大阪大学ベンチャーキャピタルから2022年に約5億5千万円の資金調達をします。
2023年、東京大学エッジキャピタルパートナーズのベンチャーパートナーであるマイケル・マッキュラー(Michael McCullar)がレグセルCEOに就任しました。同年12月には、東京大学エッジキャピタルパートナーズから２億円、大阪大学ベンチャーキャピタルから1億円の資金調達をします。
2024年には京都大学イノベーションキャピタルから1億5千万円の資金を調達しました。また、AMEDの創薬ベンチャーキャピタル事業が東京大学エッジキャピタルパートナーズがレグセルに提供する投資額の2倍の資金を補助する形で支援を決定しました。このように、マッキュラーが東京大学エッジキャピタルパートナーズとレグセルに二重に関係して橋渡しすることで両社の関係が深化しました。
2024年10月時点での役員は次のとおりです。
- 代表取締役社長CEO　マイケル・マッキュラー (Michael McCullar)
- 取締役副社長・共同創業者　坂口教子
- 科学諮問委員　科学技術アドバイザー　坂口志文（創業者）
- 取締役　石川大介、成宮周（京都大学教授）、宇佐美篤（東京大学エッジキャピタルパートナーズ）、スティーブン・カナー（Steve Kanner, Caribou Biosciences, Chief Scientific Officer）
- 監査役　玉置菜々子、塩原梓（東京大学エッジキャピタルパートナーズ）
- 顧問：稲葉カヨ（元京都大学副学長、現AMED理事）、山本一彦（元東京大学内科教授、現理化学研究所センター長）、窪田実（元第一製薬、富士フイルム）、毛利善一（元JCRファーマ、日本再生医療学会アドバイザー）、祝迫惠子（同志社大学教授）、田中淳（大阪大学准教授）

### バーミンガム大学との関係の深化
2019年7月10日、坂口志文はイギリスのバーミンガム大学から名誉学位を授与され、これを機にバーミンガム大学との関連を強化します。2022年、大阪大学免疫学フロンティア研究センター（IFREC）の竹田潔教授らのチームは、科学研究費助成事業（科研費）大型研究グラント国際共同研究加速基金（国際先導研究、合計6.9億円）を取得します。この大阪大学研究グループの一員として、坂口はバーミンガム大学のYe Htun Oo教授を研究パートナーに選定しました。これにより研究者の交流を通じて大阪大学・バーミンガム大学間の学術研究としての連携を一層強化することになりました。
一方で、2023年、レグセルは、Ye Htun Ooの研究プロジェクトに研究グラントを供与する形でバーミンガム大学に資金支援を行いました。このように坂口がバーミンガム大学から名誉学位を授与された後、同大学との研究連携を進める過程で、日本の公的資金に支えられたレグセルの資金を英国に移動することは、学術的関係と私的企業の活動の境界が不明瞭になる懸念を引き起こしています。

### AMED「創薬ベンチャーエコシステム強化事業」の補助金による米国進出
2024年9月、レグセルおよび東京大学エッジキャピタルパートナーズは、日本医療研究開発機構（AMED）が実施する「創薬ベンチャーエコシステム強化事業」の補助対象として選定されました。この事業は、3500億円の巨額の公的資金を使用して、国が認定したベンチャーキャピタルを通じて創薬ベンチャー企業に補助金を提供するものです。補助金は、ベンチャーキャピタルからの投資額の最大2倍までとされ、米国を含む国際投資へのアクセスも可能な枠組みが提供されます。
2025年3月、レグセルは米国カリフォルニア州サンフランシスコに本社を移転したとプレスリリースで発表しました。ただし、2025年3月下旬の時点でカリフォルニア州州務長官の企業登録において、レグセルは失効した商号予約の記録があるものの、その他のアクティブな登録は確認できません。
レグセルは日本のベンチャーキャピタルから850万米ドル（約12億7千万円）の資金を調達し、AMEDからの補助金として約3730万米ドル（約56億円）を受け取りました。
米国の製薬ニュースサイト「thepharmaletter」によると、この12億7千万円の投資には東京大学エッジキャピタルパートナーズ、ファストトラックイニシアティブ（創業者・代表取締役　木村 廣道）、セラドンパートナーズ(Celadon Partners, 香港)、三菱UFJキャピタル、大阪大学ベンチャーキャピタル、京都大学イノベーションキャピタルが参加していました。
2025年3月下旬時点でのレグセル社の新経営陣は以下の通りです。代表取締役社長兼CEOとしてマイケル・マッキュラー（Michael McCullar）が留任します。その他の主要役員には、最高財務責任者（CFO）ジェームズ・アラース（James Ahlers）、最高技術責任者（CTO）マーティン・グライアディン（Marty Giedlin）、最高技術実施責任者（CTIO）トニー・ハーレイ（Tony Hurley）が就任しました。
取締役会は、代表取締役社長兼CEOであるマイケル・マッキュラー（Michael McCullar）とスティーブ・カナー（Steve Kanner）を含む6人で構成されています。その他の取締役として、坂口志文、成宮周、および東京大学エッジキャピタルパートナーズの宇佐美篤が留任しており、ファストトラックイニシアティブのKoji Yasudaが新たに役員に加わりました。

## 受賞歴
- 2003年 - 持田記念学術賞
- 2004年 - ウィリアム・コーリー賞
- 2005年 - 武田医学賞
- 2005年 - 高峰記念三共賞
- 2007年 - 上原賞
- 2007年 - 文部科学大臣表彰科学技術賞
- 2008年 - 慶應医学賞
- 2012年 - 朝日賞[29]
- 2012年 - 日本学士院賞
- 2015年 - ガードナー国際賞[30]
- 2015年 - 中日文化賞
- 2015年 - トムソン・ロイター引用栄誉賞 「制御性T細胞と転写因子Foxp3の特性と機能に関する独創的な発見」
- 2015年 - マハーシ・ススルタ賞
- 2017年 - クラフォード賞
- 2017年 - 安藤百福賞
- 2019年 - バーミンガム大学　名誉医学博士[18]
- 2019年 - ドイツ免疫学会賞
- 2020年 - パウル・エールリヒ&ルートヴィヒ・ダルムシュテッター賞[31]
- 2020年 - ロベルト・コッホ賞[32]
- 2023年 - デブレツェン分子医学賞（デブレツェン大学）

## 栄典
- 2009年11月 - 紫綬褒章[33]
- 2017年 - 文化功労者
- 2019年 - 文化勲章[34]

## 著書
- 「免疫の守護者　制御性T細胞とはなにか」講談社ブルーバックス 2020年 ISBN 978-406517284-1

## 註
1. ↑  つなごう医療 〈この人〉　坂口志文さん（６４） 中日新聞 2015年3月26日 Archived 2017-10-26 at the Wayback Machine.
2. ↑  博士論文書誌データベースによる
3. ↑  author (2019年12月11日). “再生医療ベンチャー#45 レグセル | 再生医療.net”. saiseiiryo.net. 2024年10月9日閲覧。
4. 1 2  “About｜レグセル株式会社｜制御性T細胞による新たな免疫系制御技術”. web.archive.org (2024年10月9日). 2025年2月26日閲覧。
5. ↑  IP BASE (2024-04-25), 大学発スタートアップにスタートアップのあれこれ聞いてみた！ ～レグセル株式会社【IPAS2020支援先】～ 2024年10月9日閲覧。
6. ↑  “世界がん撲滅サミット2024 in OSAKA”. 世界がん撲滅サミット2024 in OSAKA. 2024年10月9日閲覧。
7. 1 2 3  “JST news - JST発ベンチャーの成長を支えるSUCCESS”.   JST. 2025年3月1日閲覧。
8. ↑  京都府. “レグセル株式会社（京都企業紹介）Regceil Co., Ltd.”. 京都府. 2025年3月1日閲覧。
9. ↑  Innovation, Beyond Health｜ビヨンドヘルス 健康・医療 Disruptive (2019年8月2日). ““ノーベル賞級の発見”で新産業創出を”. Beyond Health｜ビヨンドヘルス 健康・医療 Disruptive Innovation. 2025年3月1日閲覧。
10. ↑  “第三者割当増資を行いました｜新着情報｜レグセル株式会社｜制御性T細胞による新たな免疫系制御技術”. web.archive.org (2023年6月7日). 2025年3月1日閲覧。
11. ↑  “Michael McCullar Email & Phone Number | UTEC - The University of Tokyo Edge Capital Partners Venture Partner Contact Information” (英語). RocketReach. 2025年3月1日閲覧。
12. ↑  “Appointment of New President, Chief Executive Officer, and Representative Director｜News｜RegCell Co., Ltd.｜制御性T細胞による新たな免疫系制御技術” (英語). RegCell Co., Ltd.｜制御性T細胞による新たな免疫系制御技術 (2023年10月19日). 2025年3月1日閲覧。
13. ↑  “官民ファンドの運営に係るガイドラインによる検証報告（第 16 回）資料２”.   内閣官房. 2025年3月9日閲覧。
14. ↑  “大阪大学ベンチャーキャピタル｜投資実績”. www.ouvc.co.jp. 2025年3月9日閲覧。
15. ↑  “レグセル株式会社への新規投資について”. 京都大学イノベーションキャピタル株式会社 (2024年9月2日). 2025年3月9日閲覧。
16. ↑  “令和6年度 「創薬ベンチャーエコシステム強化事業（創薬ベンチャー公募）」（第5回）の採択課題について”. 国立研究開発法人日本医療研究開発機構. 2025年3月1日閲覧。
17. ↑  “経済産業省 生物化学産業課の取組”.   経済産業省. 2025年3月1日閲覧。
18. 1 2  “University awards 2019 honorary degrees” (英語). University of Birmingham. 2024年11月22日閲覧。
19. ↑  “【魚拓】David Wraith 💙 on X: "Shimon Sakaguchi, with Noriko Sakaguchi, receiving honorary Doctor of Medicine from University of Birmingham in honour of his discovery of Treg cells. Further celebration tomorrow at BSI Treg conference "Discovery to clinical applications of regulatory T cells...." https://t.co/Wgv3M5DroQ" / X”. ウェブ魚拓. 2025年3月19日閲覧。
20. ↑  “組織免疫寛容・恒常性導入による自己免疫・炎症性疾患治療法開発”. KAKEN. 2025年3月1日閲覧。
21. ↑  “国際先導研究 | 大阪大学免疫学フロンティアセンター　”. www.ifrec.osaka-u.ac.jp. 2025年3月1日閲覧。
22. ↑  “KAKEN — 研究課題をさがす | 2023  年度 実施状況報告書 (KAKENHI-PROJECT-22K21354)”. kaken.nii.ac.jp. 2025年3月1日閲覧。
23. ↑  “Pre-clinical development of â€œS/F-iTregsâ€ with RegCell” (英語). University of Birmingham. 2025年3月1日閲覧。
24. ↑  mahnie (2025年3月18日). “Japanese-Founded Regulatory T-cell Reprogramming Company RegCell Secures $45.8M in Funding and Completes U.S. Headquarters Transition” (英語). RegCell. 2025年3月23日閲覧。
25. ↑  株式会社ファストトラックイニシアティブ (2025年3月19日). “免疫系制御技術で自己免疫疾患やがんの新たなモダリティ開発に取り組むレグセル株式会社に新規投資しました | FTI | 株式会社ファストトラックイニシアティブ”. www.fti-jp.com. 2025年3月23日閲覧。
26. ↑  株式会社ファストトラックイニシアティブ (2025年3月19日). “免疫系制御技術で自己免疫疾患やがんの新たなモダリティ開発に取り組むレグセル株式会社に新規投資しました | FTI | 株式会社ファストトラックイニシアティブ”. www.fti-jp.com. 2025年3月23日閲覧。
27. ↑  “Celadon Partners investment portfolio | PitchBook” (英語). pitchbook.com. 2025年3月23日閲覧。
28. ↑  “RegCell secures funding and completes US headquarters transition” (英語). www.thepharmaletter.com. 2025年3月23日閲覧。
29. ↑  “朝日賞 2001－2018年度”. 朝日新聞社. 2023年1月4日閲覧。
30. ↑  Shimon Sakaguchi MD, PhD, Gairdner Foundation
31. ↑  “Goethe-Universität —”. www.uni-frankfurt.de. 2023年9月1日閲覧。
32. ↑  “Robert Koch Stiftung – Shimon Sakaguchi”. www.robert-koch-stiftung.de. 2023年9月1日閲覧。
33. ↑  “政府が「秋の褒章」を発令‐福山氏に紫綬、小田氏は藍綬”.   薬事日報 (2009年11月2日). 2023年4月14日閲覧。
34. ↑  “19年度の文化勲章受章者・文化功労者 主な業績”.  日本経済新聞 (2019年10月29日). 2024年10月12日閲覧。